# 217510 Dewaldroode
217510 Dewaldroode è un asteroide della fascia principale. Scoperto nel 2006, presenta un'orbita caratterizzata da un semiasse maggiore pari a 2,4491542 UA e da un'eccentricità di 0,1525785, inclinata di 12,67793° rispetto all'eclittica.